# Qualcomm
Qualcomm è una società statunitense di ricerca e sviluppo nel campo delle telecomunicazioni con sede a San Diego, in California (USA). Fu fondata nel 1985 da Irwin Jacobs e Andrew Viterbi che precedentemente fondarono Linkabit.
Qualcomm è tra i primi 5 produttori di semiconduttori per vendite nel mondo, sviluppandoli direttamente pur non producendoli internamente, affidandosi a tal scopo a società terze (Samsung e TSMC).

## Storia
Negli anni 2000 l'azienda è cresciuta notevolmente, sia a livello economico che per notorietà, grazie all'ingresso nel mercato dei processori basati su architettura ARM per dispositivi mobili come smartphone e tablet computer.
Nel 2006 ha acquisito nPhase, Airgo Networks (specializzata in strumentazione Wi-Fi) e la quota maggioritaria di RF Micro Devices (produttrice di dispositivi Bluetooth).
Il suo annuncio ufficiale risale al 2007, ma il suo debutto effettivo nello scenario globale in questo settore risale al 2009 con il lancio sul mercato di Snapdragon, su piattaforma chipset basata sui microprocessori ARM, adottata e immessa in commercio da produttori di smartphone come Acer, Toshiba, HTC e Sony Ericsson.
Nel 2019 il gruppo ha ricevuto una multa di 242 milioni di euro da parte della Commissione Europea per la concorrenza: la motivazione è abuso di posizione dominante nella vendita di chip a Huawei e Zte a prezzi ultra ribassati.
È membro dell'Istituto europeo per le norme di telecomunicazione (ETSI).